# Список островов Филиппин

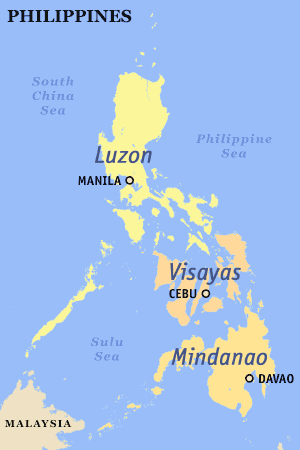
Островные группы Филиппин

Государство Филиппины является островным: оно состоит из примерно 7500 островов, островков, рифов и атоллов, из которых обитаемы около 2000, а более 5000 даже не имеют официального названия. Все эти острова разделены на три группы: Лусон (север), Висайские острова (центр) и Минданао (юг).

Ниже приведены наиболее крупные и/или известные острова Филиппин. В скобках через точку с запятой даны площадь (км²), население (чел.) и некоторые комментарии. По большей части количество жителей указано согласно переписи 2010 года и оценке 2015 года, однако, в связи с недостатком информации, в отдельных местах указаны данные переписи 2000 года или оценок 2001—2009 годов.

## Лусон
- Лусон (109 964,9; 52 990 000; крупнейший по площади остров страны, 15-й по площади остров в мире; 4-й по количеству жителей остров в мире)

### Бабуян
- Бабуян (74,39; 1423)
- Балинтанг[англ.] (0,91; 0)
- Барит[англ.] (7; 0; остров с 1990 по 2002 год принадлежал китайскому бизнесмену Тан Ю[англ.], ныне — его наследникам[2])
- Далупири[англ.] (27; 8151[3])
- Фуга[англ.] (<90; 1786[4])

### Батанес[5]
- Батан (95,18; 11 979; 43-й по площади остров страны)[6]
- Декей[англ.] (<0,9; 0)
- Диого[англ.] (1,15; 0)
- Ивуос[англ.] (7; 0)
- Итбаят (83,13; 2988)[7]
- Мавулис (1,2; 0)[8]
- Сабтанг[англ.] (40,7; 1637)[9]
- Сиаян[англ.] (0,6; 0)

### Бикол
- Батан[англ.] (<90; 927)[10]
- Каграрай[англ.] (<90; 767)[11][12]
- Калагуас[англ.] (?; 6095; состоит из 20+ островков)[13]
  - Тинага[англ.]
  - Гинтинуа[англ.]
  - Макулабо[англ.]
- Рапу-Рапу[англ.] (<90; 12 107; на острове расположены шахты, вызывающие сильные протесты местных жителей и обеспокоенность экологов)[14][15][16]
- Сан-Мигель[англ.] (<40; 12 971)[17]

### Бухты Манила, острова
- Кабальо[англ.] (<0,27; ?; на острове расположена военная база, поэтому доступ на него гражданских лиц запрещён)
- Карабао[англ.] (0,18; 0; на острове расположен форт, построенный в 1900-х годах)[18]
- Коррегидор[англ.] (9; ?; на относительно небольшом острове расположено множество туристических достопримечательностей военного характера: англ. Battery Way, маяк[англ.], тоннельный комплекс[англ.])[19]
- Эль-Фрайле[англ.] (<0,004; 0; крохотный островок полностью является фортом, построенным в 1909—1916 гг.; стать туристической достопримечательностью ему мешают набеги мародёров, которые с 1970-х годов разграбляют его, похищая металлические объекты для сдачи в лом)[20][21]

### Илокос
- Кабарруйан[англ.] (74,55; 37 011)[22]
- Сантьяго[англ.] (21,1; ?)[23]
- «Сто Островов» (18,44; 0; национальный парк, состоящий из 124 островков)[24]

### Кагаян-Валли
- Лафу[англ.] (<3,7; 764)[25]
- Палауи[англ.] (38,5; ?; остров-заповедник почти полностью покрыт девственным лесом; в 2013 году пляж Палауи занял 10-ю строчку в списке CNN «100 лучших пляжей мира»)[26][27]

### Каламианские острова
- Бусуанга[англ.] (890; 56 500; 15-й по площади остров страны)
- Кагданао[англ.] (<1,2; ?)[28][29]
- Калауит[англ.] (<39; ?; на острове функционирует сафари-парк[англ.] — африканские жирафы, зебры, антилопы, крокодилы, дикобразы, питоны)[30]
- Корон (71; 2649; на Короне расположено озеро Каянган — «самое чистое озеро в Азии»)[31][32]
- Кулион[англ.] (389; 19 543; ; 26-й по площади остров страны)
- Линапакан[англ.] (195,44; 14 180)
- Уэст-Налаут[англ.] (0,479; 0; частный остров)
- Чиндонан[англ.] (<6; ?)[33]

### Куйо[англ.]
- Агутайя[англ.] (12; 11 906)
- Куинилубан[англ.] (состоит из 16+ островков)
  - Куинилубан (<7; 0)
  - Манамок[англ.] (5,16; 2001)[34]
  - Памаликан[англ.] (<1; 0)
- Куйо[англ.] (57; 21 847)

### Мариндуке
- Мариндуке (920; 234 521; 14-й по площади остров страны)

### Масбате
- Буриас[англ.] (417,4; 76 266; 24-й по площади остров страны)[35][36]
- Масбате (3268; 892 393; 11-й по площади остров страны, 157-й по площади остров в мире, 72-й по количеству жителей остров в мире)[37]
- Тикао[англ.] (332; 72 900; 28-й по площади остров страны)[38]

### Миндоро
- Илин[англ.] (74,82; ?; только на этом острове обитает исчезающий вид грызунов Crateromys paulus[англ.])[39]
- Лубанг (255; 22 896; 31-й по площади остров страны)[40]
- Миндоро (10 571,8; 1 302 000; 7-й по площади остров страны, 73-й по площади остров в мире, 47-й по количеству жителей остров в мире)[41]

### Палаван
- Балабак[англ.] (319; 29 622; 30-й по площади остров страны)[42]
- Боаян[англ.] (<8; 0)[43]
- Бугсук[англ.] (119; 816; 37-й по площади остров страны)[44]
- Думаран[англ.] (322; 19 771; 29-й по площади остров страны)[45]
- Кагаянсильо[англ.] (26,39; 7116)[46]
- Калаяан[англ.] или Спратли (территориальные претензии Вьетнама[47], КНР[48], Тайваня, Малайзии и Брунея) (≈2; 0; группа состоит из более чем 100 островков и рифов)[49]
  - Ланкиам-Кей[англ.] (0,0044; 0)
  - Лоаита[англ.] (0,065; 0)
  - Намьит[англ.] (0,053; 0)
  - Наньшань[англ.] (0,079; 0)
  - Нортист-Кэй[англ.] (0,127; 0)
  - Саутуэст-Кэй[англ.] (0,12; 0)
  - Син-Коуи[англ.] (0,08; 0)
  - Спратли[англ.] (0,15; 0)
  - Сэнд-Кей[англ.] (0,07; 0)
  - Тайпин[англ.] (0,46; 0)
  - Титу[англ.] (0,372; 0)
  - Уэст-Йорк[англ.] (0,186; 0)
  - Флэт[англ.] (0,0057; 0)
- Палаван (12 188,6; 793 391; 5-й по площади остров страны, 64-й по площади остров в мире, 65-й по количеству жителей остров в мире)[50]
- Риф Туббатаха (70,3; 0; морской природный парк, претендент на звание «Новые семь чудес света» (2008))[51]

### Полильо[англ.]
- Джомалиг[англ.] (56,65; 7417)
- Патнанунган[англ.] (92; 14 606; 42-й по площади остров страны)
- Полилло (628,9; >70 900; 19-й по площади остров страны; 438-й по площади остров в мире)[52]

### Ромблон[53]
- Кабахан[англ.] (1,09; ?)
- Карлота[англ.] (<1,1; 0)[54][55]
- Ромблон (83,33; 38 758)
- Сан-Хосе[англ.] (22,05; 10 881)
- Сибуян (465; 59 274; 23-й по площади остров страны)[56]
- Симара[англ.] (23,4; 10 283)
- Таблас[англ.] (686; 164 012; 17-й по площади остров страны)

### Столичный регион
- Исла-де-Конвалесенсия[англ.] (0,00059; 500+; на острове расположены больница-приют[англ.] и подразделение береговой охраны[англ.]; плотность населения достигает фантастической величины около одного миллиона человек на квадратный километр)
- Исла-Пуло[англ.] (0,295; 137 семей; в переводе с испанского и филиппинского языков название острова дословно переводится как «Остров Остров»)
- Свободы[англ.] (0,3; ?; искусственный остров, насыпанный в 1973—1985 годах при строительстве автомагистрали Манила—Кавите[англ.])[57]

### Центральный Лусон
- Гранде[англ.] (<0,4; 0; на острове расположен форт, построенный в 1907—1920 гг., ныне — музей под открытым небом)[58]
- Капонес[англ.] (<0,8; 0)

### Южный Тагалог
- Алабат[англ.] (192; 41 822; 35-й по площади остров страны)
- Алибиджабан[англ.] (<2,3; 1643)[59]
- Верде[англ.] (16,25; 6699)[60]
- Лимбонес[англ.] (0,224; 0)[61]
- Марикабан[англ.] (<33; ≈16 000)
- Талим[англ.] (26; 39 283; озёрный остров озера Бай)
- Удачи[англ.] (0,27; ?; остров-курорт в частном владении)[62]

## Висайские острова

### Билиран
- Билиран (501; ≈164 000; 22-й по площади остров страны; 507-й по площади остров в мире; 156-й по количеству жителей остров в мире)
- Марипипи[англ.] (27,83; 6699)[63]

### Бохоль
- Бохоль (3269; 1 255 128; 10-й по площади остров страны; 143-й по площади остров в мире; 52-й по количеству жителей остров в мире)[64]
- Памилакан[англ.] (1,5; 1422)[65]
- Панглао (99; 68 051; 41-й по площади остров страны)[66]
- Тинтинан[англ.] (0,32; 623)

### Лейте
- Данахон-Айлет[англ.] (0,05; ≈10 000; несмотря на очень скромный размер на острове имеются начальная школа, церковь, две баскетбольные площадки и клиника)
- Канигао[англ.] (0,069; 0)[67]
- Лейте (7367,6; 2 388 518; 8-й по площади остров страны, 94-й по площади остров в мире, 36-й по количеству жителей остров в мире)[68]
- Лимасава[англ.] (6,98; 5835)[69]
- Панаон[англ.] (216; 54 684; 33-й по площади остров страны)[70]
- «Четыре острова»[англ.] (≈125; 603 (в 2002 г.); архипелаг состоит из 4 островков)[71]

### Негрос
- Апо[англ.] (0,12; 750)[72]
- Данхуган[англ.] (0,43; ?)[73]
- Лакавон[англ.] (0,13; ?)[74]
- Негрос (13 074,5; 4 414 131; 4-й по площади остров страны, 62-й по площади остров в мире, 23-й по количеству жителей остров в мире)[75][76]
- Сикихор (343,5; 95 984)[77]

### Панай
- Ислас-де-Гигантес[англ.] (?; 12 224; островная цепь состоит из 10 островков)
  - Балбагон[англ.] (0,42; ?)
- Байас-Айлетс[англ.] (>2,1; >2727; архипелаг состоит из 4 островков)
  - Байас[англ.] (≈0,6; 2316)
  - Манипулон[англ.] (?; 412)
  - Пангалан[англ.] (1,48; 0)
- Бинулуанган[англ.] (≈6; 1682; на острове есть начальная школа)
- Боракай (10,32; 28 369)
- Калагнаан[англ.] (≈18; 890)
- Консепсьон[англ.] (34,97; 19 080; архипелаг состоит из 17 островков)[78]
- Логуингот[англ.] (?; 796)
- Манлот[англ.] (1,522; 0)
- Панай (12 011,1; 4 031 636; 6-й по площади остров страны, 65-й по площади остров в мире, 24-й по количеству жителей остров в мире)[79]
- Сикогон[англ.] (11,6; 5238)
- Тумагуин[англ.] (≈0,15; 0)[80]

### Самар
- Каликоан[англ.] (4; ?)[81]
- Капарангасан[англ.] (3,5; ?)
- Капул[англ.] (35,56; 12 659)[82]
- Маникани[англ.] (≈10; ≈3000)
- Самар (12 849,4; 1 751 267; 3-й по площади остров страны, 63-й по площади остров в мире, 40-й по количеству жителей остров в мире)[83]
- Санто-Ниньо[англ.] (29,53; 13 504; муниципалитет состоит из трёх островов)
  - Камандаг (9,8; ?)
  - Пилар (0,3; ?)
  - Санто-Ниньо (19,4; ?)
- Тагапул-ан[англ.] (28,7; 8473)
- Тубабао (≈4,5; ?; остров являлся «последним пристанищем российской дальневосточной эмиграции»[84] в 1949—1953 гг.)[85]
- Хомонхон[англ.] (≈80; ?)[86]

### Себу
- Бантаян[англ.] (110,71; 125 726; 38-й по площади остров страны)[87]
- Гуинтакан[англ.] (13,34; 7208)
- Камотес[англ.] (236,4; 102 996; архипелаг состоит из 4 островов)[88]
- Капитансильо[англ.] (0,06; 0)[89]
- Карнаса[англ.] (1,68; 2428)
- Мактан (65; ≈430 000; 98-й по количеству жителей остров в мире)[90]
- Малапаскуа[англ.] (≈1; ≈5000)[91]
- Оланго[англ.] (10,3; 30 996; архипелаг состоит из 4 островов)[92]
  - Налусуан[англ.] (≈0,01; 0; искусственный остров-курорт преобразованный из песчаной банки, остров широко известен под немного другим названием — Калусуан, что переводится как «место пенисов», так как прибрежные воды кишат голотуриями, напоминающими мужской половой член)[93]
- Пескадор[англ.] (3,8; 0; остров известен гигантским косяком сардин, постоянно обитающим в его водах)[94]
- Себу (4467,5; ≈3 917 000; 9-й по площади остров страны; 126-й по площади остров в мире; 26-й по количеству жителей остров в мире)[95]

## Минданао

### Давао
- Сарангани[англ.] (97,72; 23 290; муниципалитет состоит из двух островов и одного островка)
  - Балут[англ.] (≈46,6; 16 523; остров известен своим вулканом)[96]
  - Сарангани (≈51; ≈6760)

### Динагат
- Динагат[англ.] (769,2; 106 951; 18-й по площади остров страны, 384-й по площади остров в мире)
- Раса[англ.] (≈8,5; 0; остров-заповедник, одно из немногих мест, где в дикой природе живёт филиппинский какаду[97]; остров интересен тем, что только одна треть его площади не покрывается водой во время прилива)

### Замбоанга[98]
- Алигуай[англ.] (≈0,6; 447)
- Витали[англ.] (96; 6618)
- Грейт-Санта-Крус[англ.] (≈2,3; ?; единственный остров Филиппин, имеющий пляж с розовым песком: необычный цвет ему придают измельчённые кораллы вида красный органчик[англ.])[99]
- Маналипа[англ.] (≈3; 1674)
- Олутанга[англ.] (194,1; 87 078; 34-й по площади остров страны)
- Селиног[англ.] (0,78; 712)

### Северное Минданао
- Белый[англ.] (≈0,016; 0; отмель из белого песка без единого куста или любого другого укрытия, регулярно меняющая свою площадь и форму под влиянием приливов-отливов)
- Камигин (229,8; 88 478; 31-й по площади остров страны)[100]
- Мантиге[англ.] (≈0,04; ?)[101]

### Сиаргао
- Букас-Гранде[англ.] (128; >20 000)[102]
- Сиаргао (416,1; ≈200 000; 25-й по площади остров страны; сёрферы называют местную волну «Облако 9» и ставят её на 8-е место в своём списке «Лучшие волны Земли»)[103][104]

### Сулу
- Басилан (1145,29; 346 579; 13-й по площади остров страны, 280-й по площади остров в мире, 102-й по количеству жителей остров в мире)[105]
- Булан[англ.] (≈100; ?; на острове широко разводят свиней, что обеспечивает около половины свинины на внутреннем рынке страны (данные 2000 года))
- Лугус[англ.] (≈34; 19 839)
- Мапун[англ.] (67; 24 168; остров окружён 13-ю островками и рифами: с ними общая площадь составляет 181,29 км²)
- Пангутаран[англ.] (90; 28 461; 43-й по площади остров страны)
- Санга-Санга[англ.] (≈31; 17 212)
- Сибуту (109; 28 532; 39-й по величине остров страны)
- Сугбаи[англ.] (≈3,3; ?)
- Тави-Тави (580,5; 82 582; 20-й по площади остров страны, 459-й по площади остров в мире)
- Холо (868,5; 447 700; 16-й по величине остров страны)[106]